# Index.html
Index.html é o ficheiro (arquivo) que em muitos servidores web é servido por default (padrão) caso o URL requisitado corresponda a um directório. Geralmente é o primeiro ficheiro (arquivo) de um web site. Outras alternativas poderiam ser index.htm, index.php, default.htm, default.asp, ou qualquer outra extensão definida e personalizável pelo webmaster.